# Andrej Esipenko
Andrej Evgen'evič Esipenko (in russo Андрей Евгеньевич Есипенко?; Novočerkassk, 22 marzo 2002) è uno scacchista russo. Ha conseguito il titolo di Grande Maestro in aprile 2018, all'età di 16 anni.
È tra i migliori giocatori di categoria juniores al mondo, avendo ottenuto nel marzo del 2021 il secondo posto classifica mondiale under-20, dietro all'iraniano Alireza Firouzja. Dal 2021 con le prestazioni ottenute al Tata Steel rientra nel novero dei Super GM.

## Principali risultati
Nel 2012 ha vinto a Praga il Campionato europeo U10.
Nel 2017 ha vinto a Mamaia il Campionato europeo U16 e a Montevideo il Campionato del mondo U16. 
Nel 2018 si è classificato sesto a Batumi nel Campionato europeo individuale, qualificandosi per la Coppa del mondo 2019. 
In gennaio 2019 si è classificato 2°-4°, ex æquo con Benjamin Gledura e Maksim Čigajev, nella sezione "Challengers" del torneo Tata Steel con 8,5/13 (vinse Vladislav Kovalëv con 10/13). In settembre, nella coppa del mondo 2019 a Chanty-Mansijsk, ha superato il primo turno vincendo contro Ruslan Ponomarëv; nel secondo turno è stato eliminato da Pëtr Svidler.
In gennaio 2020 si è classificato =1°-7° nel Gibraltar Chess Festival con 7,5/10 (3° per spareggio tecnico dietro a David Paravyan e Wang Hao).. In settembre vince il Campionato Europeo Under 18 giocato on line.  A novembre dello stesso anno si piazza al secondo posto nel campionato russo di scacchi a squadre con la FSM Mosca.
In gennaio 2021 si è classificato terzo con 8/13 (a pari punti con Alireza Firouzja e Fabiano Caruana) nel torneo Tata Steel di Wijk aan Zee, vinto da Jorden van Foreest negli spareggi rapid con Anish Giri.
Nel dicembre 2024 vince a Doha il Qatar Master Open con 7,5 punti su 9 superando di mezzo punto Arjun Erigaisi e Nodirbek Abdusattorov.

## Statistiche
Nel marzo 2022 ottiene il record personale di Elo, raggiungendo quota 2.723 punti. Piazzandosi al 24º posto, ottiene il suo miglior personale anche nella classifica mondiale FIDE. Entra nella top ten della federazione russa di scacchi.